# Connecteur C
Le connecteur C est un type de connecteur coaxial utilisé pour terminer un câble coaxial.

## Description
Ce connecteur utilise des verrous de type baïonnette. Le connecteur C a été créé par l'ingénieur d'Amphénol Carl Concelman.
Il résiste aux intempéries sans être trop encombrant. La disposition d'accouplement est similaire à celle du connecteur BNC. Il peut être utilisé jusqu'à 11 GHz et est la rigidité diélectrique est de 1 500 volts.
Les spécifications technique du connecteur C sont référencées dans MIL-STD-348 , la CEI 60169-7, DIN 47222 et MIL-PRF-39012.

## Voir également
- USB-C (également appelé connecteur Type C)